# Contea di Midu
La contea di Midu (弥渡县S, Mídù XiànP) è una contea della Cina, situata nella provincia di Yunnan e amministrata dalla prefettura autonoma bai di Dali.